# 오하우 호수

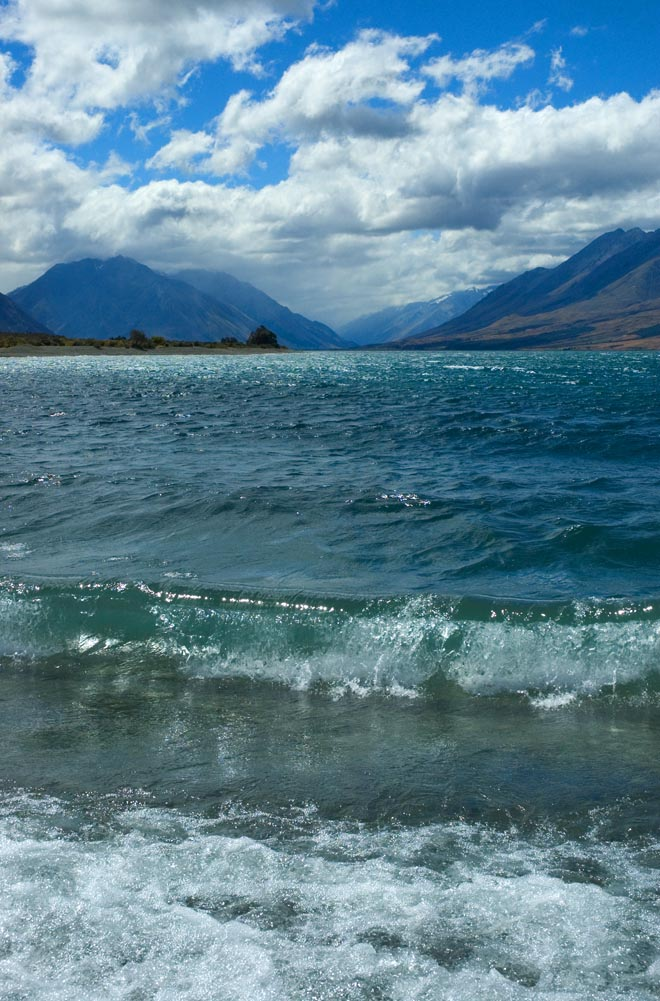
오하우 호수

오하우 호수(Lake Ohau)는 뉴질랜드 남섬 맥킨지 분지에 있는 빙하 호수이다. 이 호수는 매켄지 분지의 북단을 따라 남북으로 뻗어있는 세 개의 호수 중 가장 작은 호수이다 (다른 2개는 테카포 호수 및 푸카키 호수이다). 이 호수의 면적은 60km2이다.

## 개요

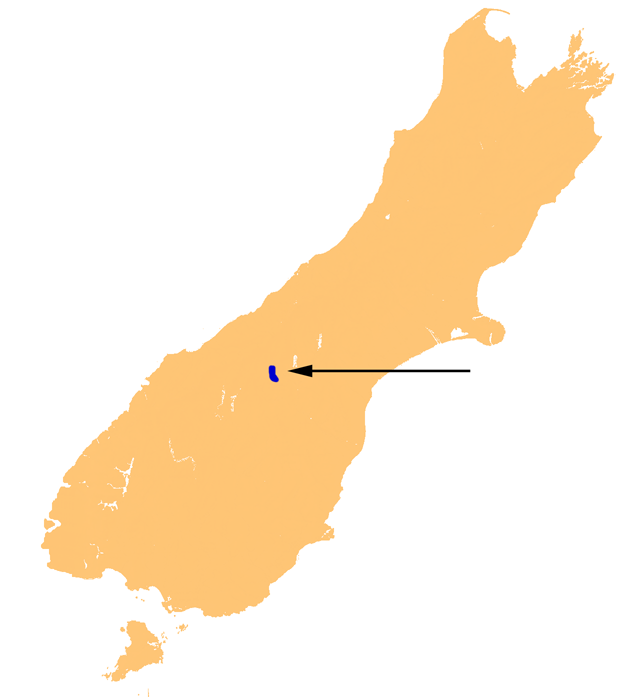
오하우 호수의 위치

오하우 호수는 서던알프스산맥을 원류로 하는 홉킨스강과 돕슨강이 흘러든다. 또한 이 호수의 유출 하천은 오하우강이며,이 강은 와이타키강 발전소에 물을 공급하고 있다. 오하우 스키장이 호수의 남서 해안 근처에 위치하고 있다. 이 호수의 수계는 오타고 지방과 캔터버리 지방의 전통적인 경계의 일부를 이루고 있으며 오타고 최북단의가 홉킨스 강의 원류가 되고 있다. 공식적으로 이 호수는 캔터베리 지방의 남쪽 일부 내에 있는 와이타키 구의 북서의 부분으로 존재하고 있다.